# Mã Anh Cửu
Mã Anh Cửu (phồn thể: 馬英九; giản thể: 马英九; bính âm Hán ngữ: Mǎ Yīngjiǔ; bính âm thông dụng: Ma Yingjiou; Wade-Giles: Ma Ying-chiu) (sinh ngày 13 tháng 7 năm 1950) là tổng thống thứ 6 của Trung Hoa Dân Quốc. Ông thắng cử trong cuộc bầu cử tổng thống Trung Hoa Dân quốc năm 2008 và nhậm chức vào ngày 20 tháng 5 năm 2008.
Mã Anh Cửu sinh năm 1950 tại bệnh viện Quảng Hoa Cửu Long ở Hồng Kông, bố mẹ ông là người huyện Tương Đàm (có nguồn khác cho rằng huyện Hành Sơn thuộc tỉnh Hồ Nam, Trung Quốc). Tổ tiên ông được cho là tại huyện Phù Phong, tỉnh Thiểm Tây，sau này di cư xuống huyện Vĩnh Tân, tỉnh Giang Tây trong thời nhà Tần, cuối cùng định cư lần lượt ở Hồ Bắc và Hồ Nam. Lúc ông lên 1 tuổi, gia đình đã chuyển đến Đài Loan sinh sống. Ông đã đảm nhận các chức vụ như: Bộ trưởng Tư pháp Trung Hoa Dân quốc, Thị trưởng Đài Bắc (bầu lần 1 năm 1998 và lần 2 vào băm 2002), Chủ tịch Trung Hoa Quốc dân Đảng từ năm 2005-2007.
Ông đã được bầu làm Chủ tịch Quốc dân đảng năm 2005. Ngày 13 tháng 2 năm 2007, ông bị Viện công tố thượng cấp Đài Loan cáo buộc biển thủ ngân quỹ thị trưởng trong thời gian giữ chức Thị trưởng Đài Bắc nhưng tòa án hai cấp đã kết luận ông vô tội và vụ này đã được đưa lên Tòa án tối cao Trung Hoa Dân quốc.
Ông đã tốt nghiệp cử nhân luật tại Đại học quốc gia Đài Loan năm 1972. Ông đã qua Hoa Kỳ học và tốt nghiệp Cao học luật tại Đại học Luật New York năm 1976 và sau đó là Tiến sĩ luật tại Đại học Luật Harvard năm 1981. Sau khi có bằng thạc sĩ luật, ông đã làm luật sư trong một thời gian ngắn tại phố Wall ở New York. Ông đã trở về Đài Loan năm 1981 để giảng dạy luật.
Ông đã kết hôn với bà Christine Chu Mỹ Thanh. Họ có với nhau hai con tên là Mã Duy Trung (馬唯中, Lesley W. Ma) và Mã Nguyên Trung (馬元中, Kelly Ma). Ông có thể nói tiếng Quan Thoại và tiếng Anh lưu loát. Ông cũng đã học và biết một ít tiếng Khách Gia và tiếng Đài Loan.

## Bước vào vũ đài chính trị
Mã Anh Cửu bắt đầu làm việc cho Tổng thống Tưởng Kinh Quốc sau khi có học vị tiến sĩ với công việc phiên dịch và trợ lý. Sau đó Mã Anh Cửu đã được thăng chức chủ tịch Hội đồng Nghiên cứu, Phát triển và Đánh giá thuộc Viện hành chính năm ông 38 tuổi, trở thành thành viên trẻ nhất trong nội các Trung Hoa Dân quốc.
Mã Anh Cửu đã giữ cương vị Phó tổng thư ký của Quốc dân đảng từ năm 1984 đến năm 1988, và cũng giữ các chức vụ Phó Hội đồng Đại lục, một cơ quan cấp nội các phụ trách các quan hệ qua eo biển Đài Loan. Tổng thống Lý Đăng Huy đã bổ nhiệm ông làm Bộ trưởng Bộ Tư pháp năm 1993. Mã Anh Cửu đã bị cách chức này vào năm 1996. Những người ủng hộ ông rằng ông bị bãi chức do ông đã nỗ lực chống tham nhũng và chính điều này đã tạo nên một hình ảnh trong sạch cho ông. Dù chống tham nhũng, ông vẫn ủng hộ Quốc dân đảng chứ không ủng hộ Tân Đảng, một đảng được nhiều người ủng hộ vì chống tham nhũng. Sau khi làm quốc vụ khanh trong một thời gian ngắn, ông trở lại với môi trường học thuật và nhiều người đã cho rằng sự nghiệp chính trị của ông đã kết thúc trên thực tế.
Trong cuộc bầu cử tháng 1 năm 2012, Mã Anh Cửu đã tái đắc cử tổng thống. Theo kết quả kiểm phiếu sơ bộ, ông đã giành được khoảng 51,5% phiếu bầu, trong khi đối thủ chính là bà Thái Anh Văn, Chủ tịch Dân Tiến đảng (DPP) được khoảng 45,7% số phiếu.
Ngày 20.05.2016, Mã Anh Cửu rời ghế tổng thống trao lại cho Thái Anh Văn - ứng viên đảng Dân chủ Tiến bộ (DPP) đắc cử với 58,1% số phiếu trong cuộc bầu cử Tổng thống Đài Loan 2016.